# Sisyrinchium micranthum
Sisyrinchium micranthum là một loài thực vật có hoa trong họ Diên vĩ. Loài này được Cav. miêu tả khoa học đầu tiên năm 1788.